# Dia de Darwin
O Dia de Darwin é uma celebração para comemorar o aniversário do naturalista inglês Charles Darwin em 12 de fevereiro de 1809. O dia é usado para destacar as contribuições de Darwin à ciência e promover a ciência em geral. O Dia de Darwin é comemorado em todo o mundo.

## Apoiantes
O primeiro apoio do evento vem de associações de pensadores livres, organizações humanistas e da Fundação para a Liberdade Religiosa. O Center for Inquiry, a Associação Humanista Americana, nos Estados Unidos, e a Associação Humanista Britânica, no Reino Unido, ajudaram a espalhar o Dia de Darwin. Em 1999, o Freethought Alliance Campus e a Alliance of Human Human Societies começaram a promover o Dia de Darwin entre seus membros. Todos os grupos humanistas e céticos são convidados a aumentar as celebrações em 12 de fevereiro nos Estados Unidos e em outros países, principalmente na Ásia.

## 2009
2009 foi um ano importante para a comemoração, porque foi quando se celebrou o 200º aniversário do nascimento de Darwin e o 150º aniversário da publicação de A Origem das Espécies, sua obra mais famosa e conhecida, e também com a participação da Universidade de Cambridge e do Museu de História Natural de Londres, entre outros.